# Prezë
Prezë è una frazione del comune di Vorë in Albania (prefettura di Tirana).
Fino alla riforma amministrativa del 2015 era comune autonomo, dopo la riforma è stato accorpato, insieme all'ex-comune di Bërxullë a costituire la municipalità di Vorë.

## Località
Il comune è formato dall'insieme delle seguenti località:
- Preze
- Ahmetaq
- Palaq
- Fushe Preze
- Gjec-Koder
- Ndermjetes
- Breg-Shkoz